# 有秋台西
有秋台西（ゆうしゅうだいにし）は、千葉県市原市の有秋地区にある町丁。市原市役所有秋支所が置かれている。また、姉崎住宅団地を構成する町丁の一つである。現行行政地名は有秋台西一丁目から二丁目。郵便番号は299-0125。

## 概要
市原市北西部の姉崎・有秋地区位置する。沿岸工業地域の労働者向けの住宅供給を目的として1965年から開発が始まった。現在においても数多くの社宅が存在しており、沿岸部に向けて企業路線バスが複数運行されている。

## 地理
東は有秋台東、南は桜台、西から北は不入斗と接する。

## 世帯数と人口
2022年（令和4年）4月1日現在の世帯数と人口は以下の通りである。
| 町丁字         | 世帯数  | 人口総数 | 人口割合 | 人口割合 | 人口割合 | 面積    |
| 町丁字         | 世帯数  | 人口総数 | 若年     | 生産年齢 | 高齢     | 面積    |
| -------------- | ------- | -------- | -------- | -------- | -------- | ------- |
| 有秋台西一丁目 | 367世帯 | 750人    | 16.7%    | 77.6%    | 5.7%     | 15.45ha |
| 有秋台西二丁目 | 313世帯 | 708人    | 22.2%    | 61.9%    | 15.9%    | 21.92ha |
| 計             | 680世帯 | 1,458人  | 19.3%    | 70.0%    | 10.7%    | 37.37ha |

## 通学区域
市立小学校・市立中学校及び県立高等学校の通学区域は以下の通りである
| 町丁字         | 小学校               | 中学校             | 高等学校 |
| -------------- | -------------------- | ------------------ | -------- |
| 有秋台西一丁目 | 市原市立有秋西小学校 | 市原市立有秋中学校 | 第9学区  |
| 有秋台西二丁目 | 市原市立有秋西小学校 | 市原市立有秋中学校 | 第9学区  |

## 施設
- 市原市立有秋西小学校

## 交通

### 鉄道
駅はないが各社最寄駅は以下の通りである。
- JR内房線姉ケ崎駅
- 小湊鉄道光風台駅

### バス
- 小湊鉄道
- 日東交通

### 道路
- 千葉県道24号千葉鴨川線（久留里街道）